# Resolució 1744 del Consell de Seguretat de les Nacions Unides
La Resolució 1744 del Consell de Seguretat de les Nacions Unides fou adoptada per unanimitat el 20 de febrer de 2007. El Consell autoritza la Missió de la Unió Africana a Somàlia a reemplaçar i subsumir la Missió de l'IGAD de Suport a la pau a Somàlia o IGASOM, que va ser una missió de protecció i entrenament de l'IGAD a Somàlia aprovada per la Unió Africana el 14 de setembre de 2006. L'IGASOM també va ser aprovada pel Consell de Seguretat de les Nacions Unides el 6 de desembre de 2006.

## Història
El 21 de febrer de 2007, el Consell de Seguretat va donar llum verda a la Unió Africana per establir una missió a Somàlia durant sis mesos i va demanar al Secretari General que enviés una missió d'avaluació tècnica per examinar la possibilitat d'una operació de manteniment de la pau de les Nacions Unides que seguís el desplegament de la Unió Africana.
D'acord amb el capítol VII de la Carta de les Nacions Unides, el Consell va autoritzar a la missió de la Unió Africana a adoptar totes les mesures, si escau, per dur a terme el suport al diàleg i la reconciliació, ajudant-se amb la lliure circulació i la protecció de tots els implicats en un congrés de reconciliació nacional que inclogui tots els grups d'interès, inclosos els líders polítics, líders del clan, líders religiosos i representants de la societat civil.
El Consell va donar la benvinguda a aquesta iniciativa de les Institucions Federals de Transició i del president Abdullahi Yusuf Ahmed i va demanar al secretari general de les Nacions Unides que assistís a aquest congrés i promogués un procés polític que inclogués tothom, treballant juntament amb la Unió Africana, la Lliga Àrab i l'Autoritat Intergovernamental per al Desenvolupament (IGAD).
Altres elements del mandat de la missió inclouen: la protecció a les institucions federals de transició i la seguretat per a infraestructures claus; assistència amb la implementació de la Seguretat Nacional i el Pla d'estabilització; contribució a la creació de les condicions de seguretat necessàries per a la prestació d'assistència humanitària; i la protecció del personal i les instal·lacions, a més de garantir la seguretat i la llibertat de circulació del seu personal.
Amb aquesta finalitat, el Consell va aixecar l'embargament d'armes establert per la resolució 751 (1992) per armes i subministraments per usar a la missió i per ajudar a desenvolupar institucions del sector de la seguretat, sempre que els Estats que subministrin aquestes armes i assistència notifiquessin al comitè de sancions en aquest sentit.